# 三条実房
三条 実房（さんじょう さねふさ）は、平安時代後期から鎌倉時代前期にかけての公卿・歌人。内大臣・三条公教の三男。官位は正二位・左大臣。三条入道左府と号す。日記『愚昧記』を残した。

## 経歴
以下、『公卿補任』の内容に従って記述する。
- 仁平2年（1152年）1月9日、叙爵[2]。
- 仁平4年（1154年）1月7日、従五位上[3]。
- 保元元年（1156年）1月27日、侍従。9月17日、左少将。11月28日、正五位下[4]。
- 保元2年（1157年）1月24日、美濃介を兼ねる。11月24日、禁色。
- 保元3年（1158年）1月6日、従四位下。3月13日、右中将に転任。11月26日、従四位上。
- 平治元年（1159年）1月3日、正四位下[5]。
- 永暦元年（1160年）5月10日、蔵人頭。10月3日、従三位。右中将はもとの如し。
- 長寛元年（1163年）1月2日、正三位。同月24日、但馬権守を兼ねる。
- 仁安元年（1166年）6月6日、権中納言。9月4日、帯剣。
- 仁安2年（1167年）1月28日、従二位[6]。2月11日、中納言。
- 仁安3年（1168年）8月10日、権大納言。
- 承安元年（1171年）4月21日、正二位（建春門院去年未給）。
- 寿永元年（1182年）8月14日、皇后宮大夫を兼ねる[7]。
- 寿永2年（1183年）4月5日、大納言。文治元年（1185年）8月9日、母の喪に服す。
- 文治2年（1186年）11月28日、右近衛大将を兼ねる。
- 文治3年（1187年）6月28日、皇后宮大夫を止める。
- 文治4年（1188年）10月14日、左近衛大将に転任。
- 文治5年（1189年）7月5日、任大臣宣旨があり、同月10日に右大臣。左大将は元の如し。12月、左大将を辞した。
- 建久元年（1190年）7月10日、左大臣に転任。
- 建久6年（1195年）9月25日、左大臣を辞する上表[8]を行うも返却される。
- 建久7年（1196年）3月23日、病により上表して左大臣を辞した。4月25日、出家。
- 嘉禄元年（1225年）8月19日、薨去。

## 歌人として
『千載和歌集』に作者名「右近衛大将実房」として次の6首が入集している。
90番　花留客といへる心をよみ侍りける
- 散りかかる花のにしきは着たれども帰らんことぞ忘られにける

140番　暮見卯花といへる心をよみ侍りける
- 夕月夜ほのめく影も卯の花の咲けるわたりはさやけかりけり

362番
- 清見潟関にとまらで行く船はあらしのさそふ木の葉なりけり

458番
- 跡もたえしをりも雪にうづもれて帰る山路にまどひぬるかな

525番　住吉社歌合とて人々よみ侍りける時、旅宿時雨といへる心をよみ侍りける
- 風の音に分きぞかねまし松が根の枕にもらぬしぐれなりせば

947番
- 恋ひわぶる心は空に浮きぬれど涙のそこに身は沈むかな

## 系譜
- 父：三条公教
- 母：藤原清隆の娘
- 室：藤原経宗の娘
  - 男子：三条公房（1179-1249）
  - 男子：姉小路公宣（1181-1225） - 姉小路家祖
  - 男子：正親町三条公氏（1182-1237） - 正親町三条家（のち嵯峨家）祖
  - 男子：三条公俊（1194-?） - 知足院三条家（絶家）祖
- 生母不明の子女
  - 男子：公兼
  - 男子：覚実（?-1232） - 園城寺長吏
  - 男子：公円（?-1235） - 天台座主
  - 男子：覚教 - 東寺長者
  - 男子：公恵 - 横川長吏
  - 男子：公深 - 石山寺座主
  - 男子：公豪 - 天台座主
  - 男子：公誉 - 檀那院門跡
  - 女子：徳大寺公継室、実嗣母
  - 女子：女御代